# Ляскі-Бруські
Ляскі-Бруські (пол. Laski Bruskie) — село в Польщі, у гміні Старий Брус Володавського повіту Люблінського воєводства.
Населення — 41 особа (2011).
У 1975-1998 роках село належало до Холмського воєводства.

## Демографія
Демографічна структура станом на 31 березня 2011 року:
|          | Загалом | Допрацездатний вік | Працездатний вік | Постпрацездатний вік |
| -------- | ------- | ------------------ | ---------------- | -------------------- |
| Чоловіки | 20      | 1                  | 16               | 3                    |
| Жінки    | 21      | 3                  | 16               | 2                    |
| Разом    | 41      | 4                  | 32               | 5                    |